# Czubokaczka
Czubokaczka, kaczka czubata (Lophonetta specularioides) – gatunek dużego ptaka wodnego z rodziny kaczkowatych (Anatidae). Zasiedla zachodnią i południową część Ameryki Południowej. Nie jest zagrożony.

## Systematyka
To jedyny przedstawiciel rodzaju Lophonetta. Niektórzy włączają ją do rodzaju Anas, ale w istocie należy do południowoamerykańskiego kladu, który odłączył się na wczesnym etapie ewolucji od kaczek Anatinae (Johnson & Sorenson, 1999). Wyróżniono dwa podgatunki L. specularioides:
- L. specularioides alticola – środkowe Peru do środkowego Chile i północno-zachodniej Argentyny.
- L. specularioides specularioides – południowe Chile, południowa Argentyna, Falklandy.

## Morfologia

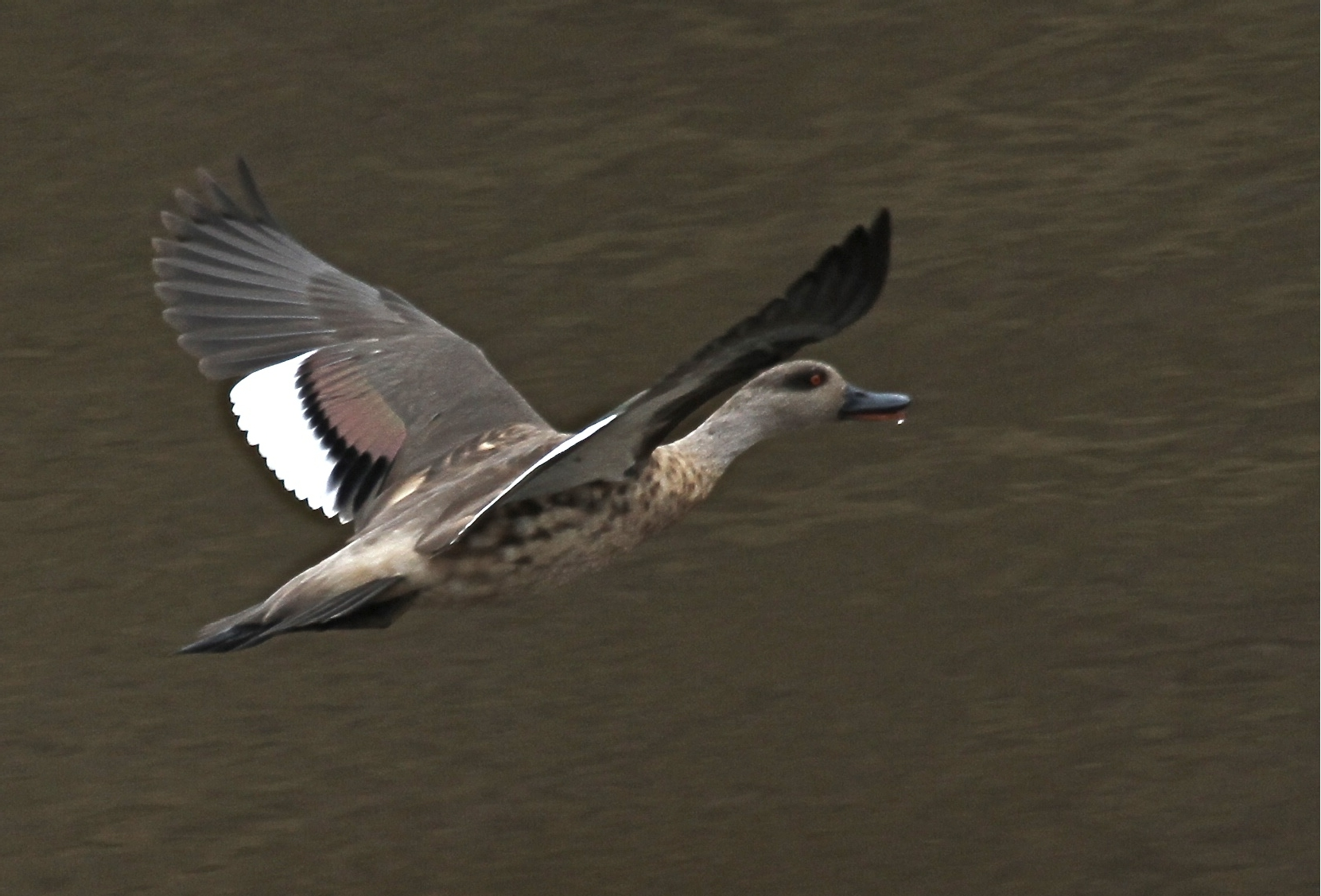
Czubokaczka w locie

Czubokaczka to duży ptak o brązowo-szarym, nakrapianym upierzeniu. Dziób, nogi i stopy ciemnoszare. Metaliczne różowawomiedziane lusterko. Nie ma dymorfizmu płciowego, choć kaczory są większe i mają wyraźniejsze plamkowanie. Gatunkowy czub występuje u obu płci, choć u samic jest nieco mniejszy. W terenie trudno pomylić ją z innymi gatunkami.
Osiąga długość ciała 50–60 cm. Masa ciała waha się od 0,9 do 1,1 kg.

## Siedliska

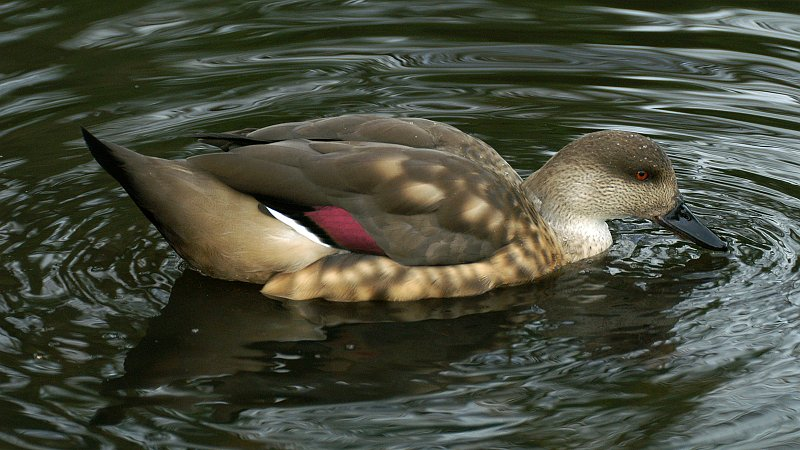
Czubokaczka

Najchętniej żeruje na płyciznach na wybrzeżach. Spotkać ją można na wilgotnych łąkach, nad jeziorami i na bagnach – od nizin po wysokość 4000 m n.p.m. Typowymi siedliskami są depresje i doliny rzeczne podnóża Andów, jeziora na płaskowyżach w Andach, pampasy Argentyny, przybrzeżne zatoki, plaże i stepy trawiaste Ameryki Południowej.

## Zachowanie
Karmi się bezkręgowcami, głównie skorupiakami i mięczakami oraz glonami na płytkich wodach. Dieta roślinna pełni jednak funkcję uzupełniającą. Unika fragmentów wybrzeża z gęstą roślinnością wodną i rozległych trzcinowisk. Gnieździ się w wysokiej trawie w pobliżu wody. Składa od 5 do 7 jaj. Poza sezonem lęgowym można spotkać na dużych jeziorach stada kaczek czubatych.
Podgatunek nominatywny prowadzi osiadły tryb życia, jedynie populacje od Talea w Chile, Mendozy w Argentynie do Ziemi Ognistej są częściowo wędrowne (zwłaszcza osobniki z wyższych wysokości). Na Falklandach jest to jedna z pospolitszych kaczek.

### Głos
Czubokaczki są bardzo hałaśliwe. Szczególnie często kwakanie można usłyszeć w okresie godowym i w trakcie obrony swojego terytorium. Samice tworzą wspólne stadka, nawet w czasie wysiadywania jaj. Gdy siedzą na jajach, nie wydają żadnych dźwięków, by nie zwabić drapieżnych ssaków i ptaków.
Kaczor wydaje szorstkie whorr i miękkie łiuu. Samica odzywa się szczekającym grruf i nosowym kłek-kłek.

## Status
IUCN uznaje czubokaczkę za gatunek najmniejszej troski (LC, Least Concern) nieprzerwanie od 1988 roku. Globalny trend liczebności uznawany jest za stabilny, choć trendy liczebności niektórych populacji nie są znane.